# Kwaszenina
Kwaszenina – osada w Polsce w województwie podkarpackim, w powiecie bieszczadzkim, w gminie Ustrzyki Dolne.
Szlachecka wieś prywatna Quaschenina własność Herburtów położona była w 1589 roku w  ziemi przemyskiej województwa ruskiego

## Położenie geograficzne
Kwaszenina położona jest w Górach Sanocko-Turczańskich w Karpatach Wschodnich w południowo-wschodniej Polsce. Przez miejscowość z zachodu na wschód  przepływa rzeka Wyrwa. Od wschodu graniczy z Ukrainą z miejscowością Michowa w rejonie starosamborskim obwodu lwowskiego. Od południa graniczy z Jureczkową i Liskowatem, z zachodu z Wojtkówką, Wojtkową i Jamną Górną i od północy z Makową i Arłamowem. Najwyższe wzniesienie leży na południu osady i są to Kopce 610 m n.p.m. Przez miejscowość przebiega droga powiatowa  nr 2089R Jureczkowa – Kwaszenina – Arłamów, a od niej droga gminna prowadzi do granicy państwowej.  Najbliższe miasto to Ustrzyki Dolne odległe o 25 km. Do Przemyśla jest 40 km, a do Sanoka 50 km. Powierzchnia osady wynosi 2570 ha.

## Historia
Kwaszenina wspominana była po raz pierwszy w dokumentach w 1511 i wchodziła obok między innymi Arłamowa, Paprotna i Sopotnika w skład klucza dobromilskiego Herburtów. Właścicielem dóbr dobromilskoch a więc i Kwaszeniny był wówczas podkomorzy przemyski Jan Herburt, a później kolejno kasztelan lwowski Stanisław Herburt (do 1584), kasztelan przemyski Szczęsny Herburt (do 1601), sekretarz królewski Jan Szczęsny Herburt (do 1616) i jego syn Jan Leon Herburt. W 1622 Jan sprzedał majątek Czuryłom, a ci z kolei Koniecpolskim.  W 1693 dobra dobromilskie (także Kwaszeninę) nabył wojewoda płocki Jan Dobrogost Krasiński. Do czasów rozbiorów dobra były jeszcze w posiadaniu Białogłowskich i Lubomirskich. W czasie zaborów Kwaszenina należała do austriackich dóbr kameralnych. W końcu XIX wieku we wsi działał tartak wodny oraz wydobywano amatorskimi metodami olej skalny do celów gospodarskich.
Za II RP gmina jednostkowa w powiecie dobromilskim w woj. lwowskim. W 1921 w Kwaszeninie było 164 domy i liczyła 1018 mieszkańców (953 wyznania gr-kat, 19 rz-kat, 45 mojż.). Podczas spisu 529 osób (pomimo wyznania greckokatolickiego) podało narodowość polską. Z kolei w 1939 wieś zamieszkiwało 1220 osób w tym 1140 Ukraińców, 25 Polaków i 55 Żydów. 1 sierpnia 1934 weszła w skład nowo utworzonej zbiorowej gminy Dobromil, w granicach której utworzyła gromadę.
Po II wojnie światowej wieś włączona do ZSRR, gdzie weszła w skład rejonu dobromilskiego w obwodzie drohobyckim. W maju 1948, w związku z korektą granicy państwową między Polską a ZSRR, wieś włączono prawie w całości z powrotem do Polski. Z Kwaszeniny wysiedlono łącznie 827 osoby (168 rodzin). Włączono ją do gminy Wojtkowa w powiecie przemyskim w nowo utworzonym województwie rzeszowskim. 1 lipca 1952 gmina Wojtkowa weszła w skład nowo utworzonego powiatu ustrzyckiego.
Po wysiedleniu mieszkańców w latach 1945-1948 we wsi pozostało 6 polskich rodzin. W latach 1960. wysiedlono także ostatnich mieszkańców. W latach 1962–1992 wyludniona wieś wraz z sąsiednimi miejscowościami: Arłamowem, Grąziową, Jamną Górną, Jamną Dolną, Krajną, Łomną i Trójcą  wchodziła w skład Ośrodka Wypoczynkowego Urzędu Rady Ministrów. W 1973 powstała tu z inicjatywy płk. Kazimierza Doskoczyńskiego, na podstawie zarządzenia nr 85 prezesa Rady Ministrów z listopada 1972, oraz zarządzenia ministra spraw wewnętrznych nr 19/org. z 8 lutego 1973, JW Nr 2667 w ramach Nadwiślańskich Jednostek Wojskowych MSW, która miała za zadanie, zagospodarować niezaludnione tereny oraz zaopatrywać w żywność, bazę hotelową ośrodka URM W-2 Arłamów. W 1983 utworzono Wojskowe Gospodarstwo Rolne w Kwaszeninie. Gospodarstwo funkcjonowało do 1992. 

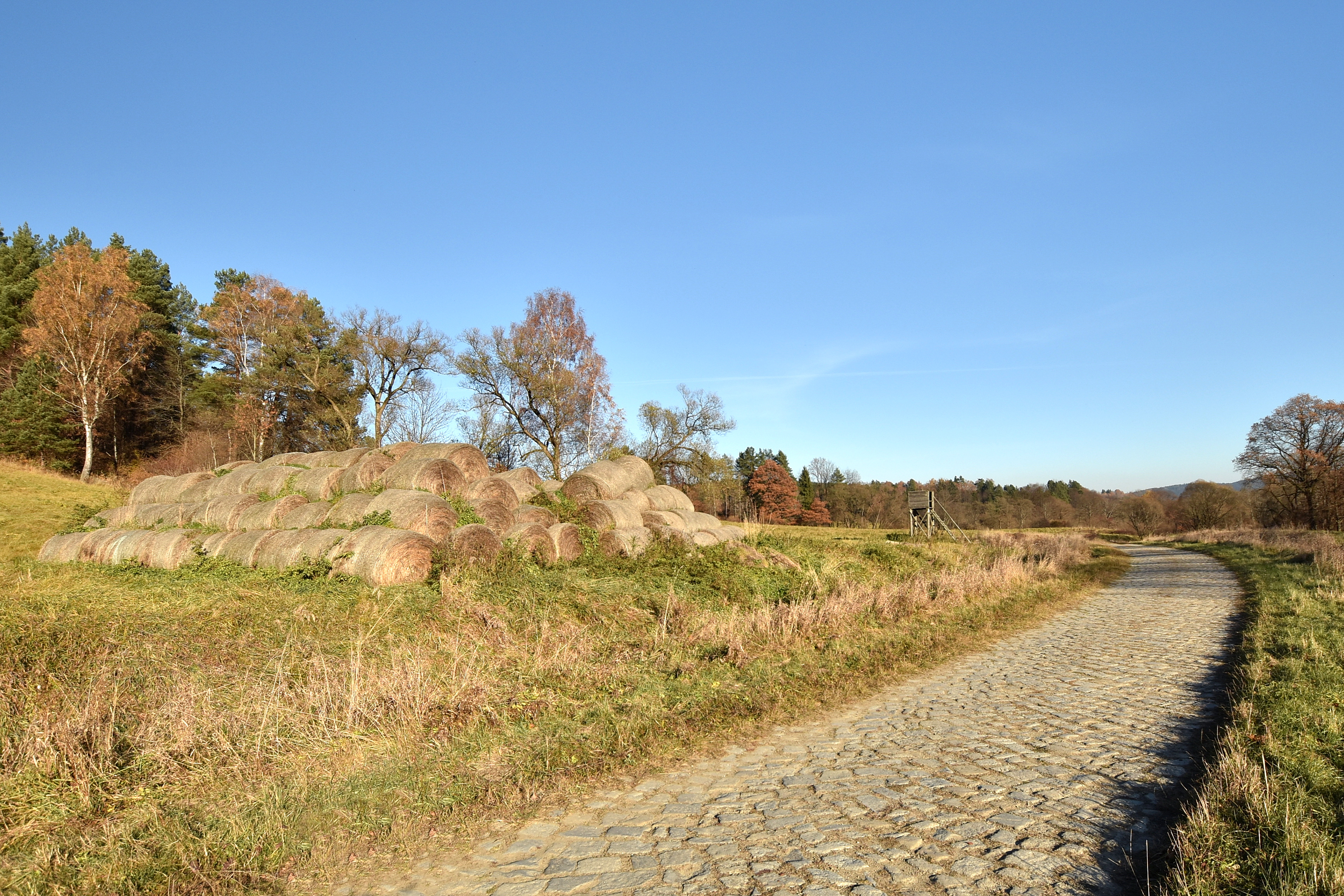
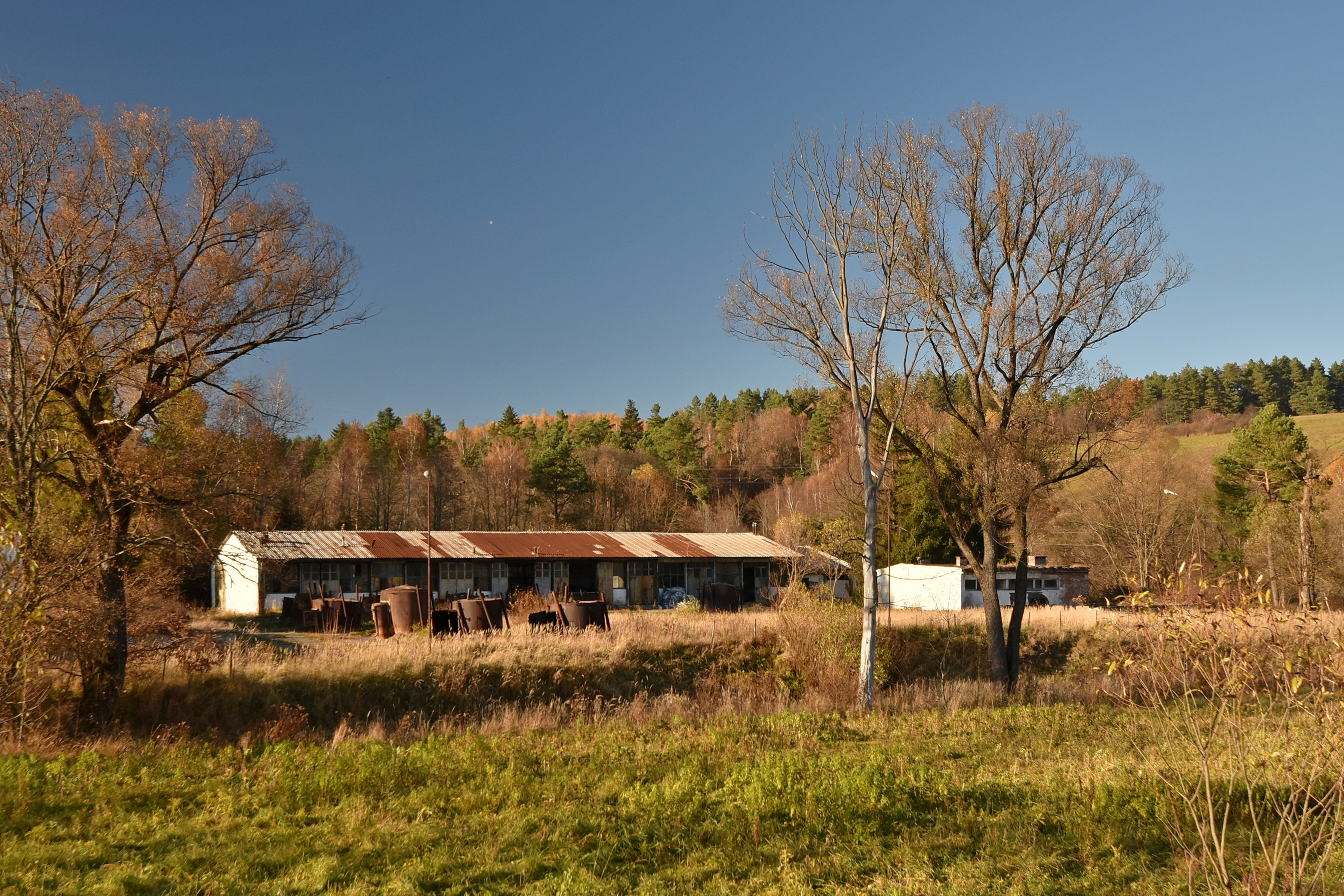
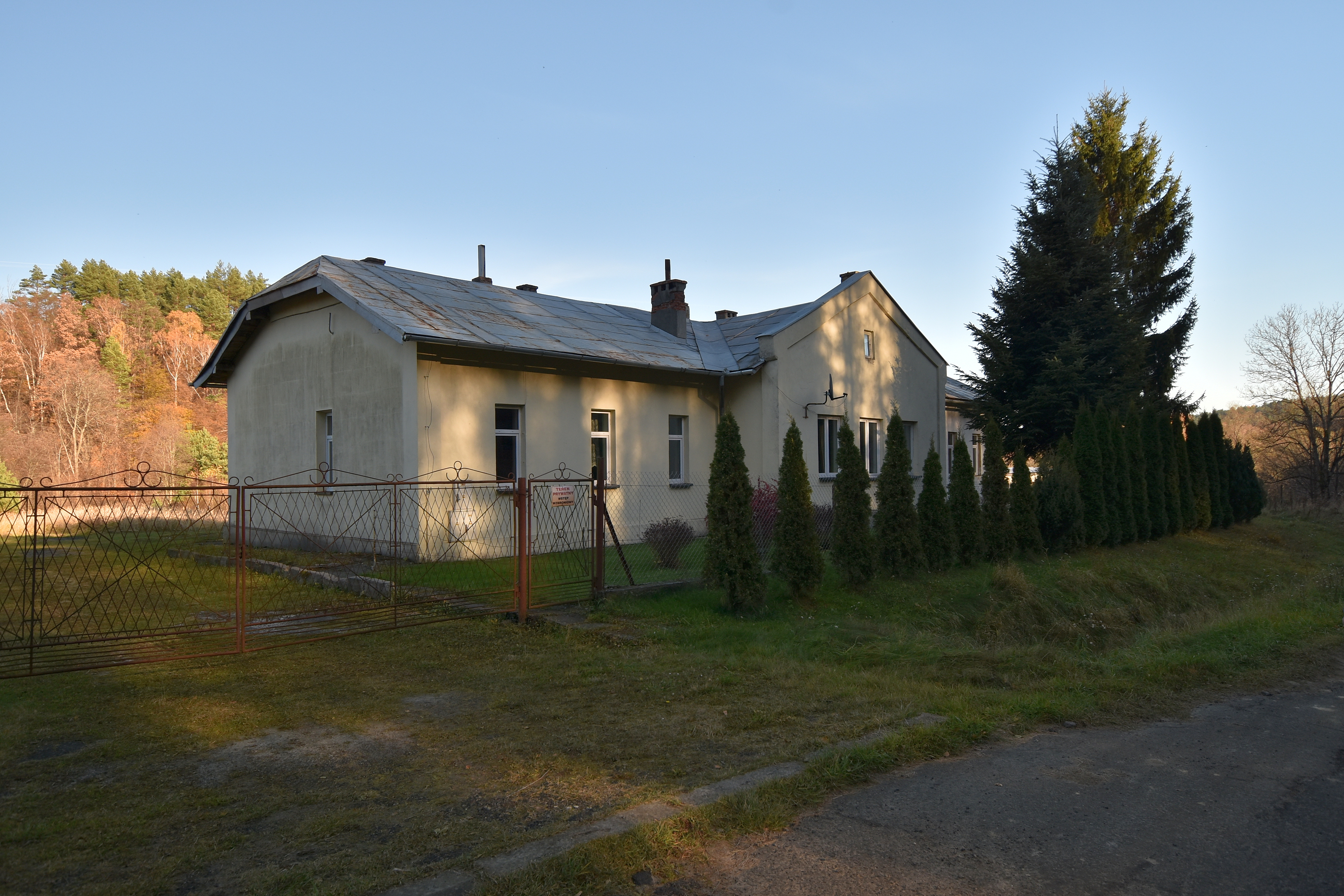

## Religia
We wsi była parafia greckokatolicka i drewniana cerkiew pw. św. Mikołaja z 1797, rozebrana w 1954 przez WOP oraz założona w 1835  szkoła trywialna.

## Turystyka
Wieś leży na terenie założonego w 1992 Parku Krajobrazowego Gór Słonnych.
 Szlaki piesze 
- Górski szlak turystyczny (niebieski) Rzeszów – Grybów na odcinku Ustrzyki Dolne – Jureczkowa – Kwaszenina – Suchy Obycz 618 m n.p.m. – Kalwaria Pacławska
- Szlak Arłamowski: Leszczawa Dolna – Grąziowa – Kiczera – Jamna – w Kwaszeninie dojście do  Górskiego szlaku turystycznego (niebieskiego) Rzeszów – Grybów

 Szlaki rowerowe 
- Śladami Dobrego Wojaka Szwejka R-63: na odcinku Jureczkowa – Kwaszenina – Medyka[17]